# Parques nacionales de África del Sur

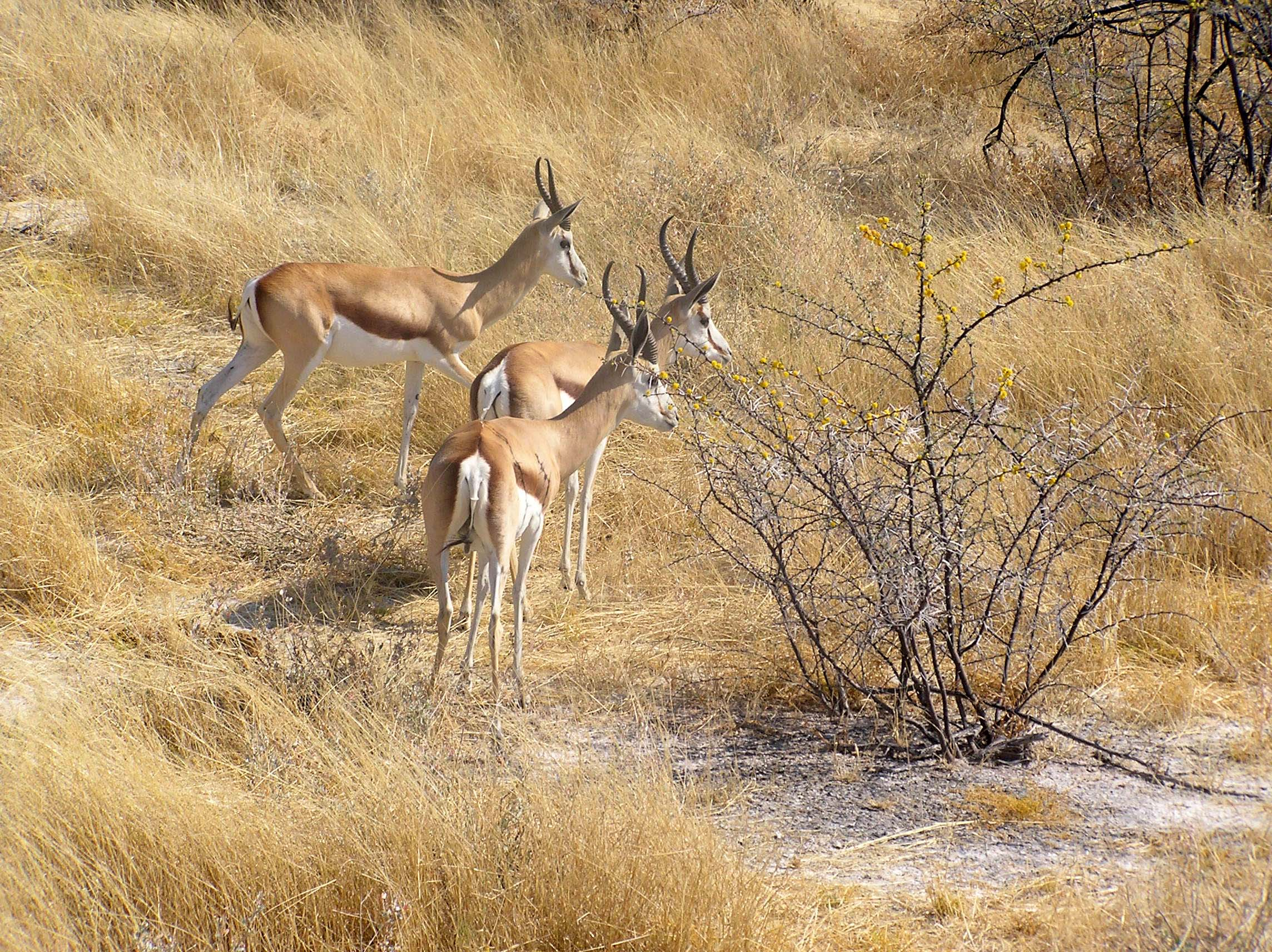
Gacelas saltarinas (Antidorcas marsupialis) en la sabana arbustiva de Etosha.

África del Sur es una zona geográfica formada por Sudáfrica, Namibia, Botsuana, Zimbabue y Mozambique. Toda la región tiene unas características físicas semejantes. Las lluvias son más frecuentes hacia el este debido a los monzones veraniegos y en todo caso son estacionales. En Sudáfrica, la cordillera Drakensberg domina el paisaje y da lugar a entornos muy diferentes, y por eso es el país donde hay más zonas protegidas. Al oeste se encuentran los grandes desiertos del Namib y el Kalahari. Al norte, varios grandes ríos, el Kunene, el Okavango y el Zambeze, separan esta región de África Central. Los grandes parques se encuentran bajo esa línea: Etosha, Chobe, Moremi y Kruger. Una novedad son los parques transfonterizos, que protegen inmensas zonas para la vida salvaje, como el Gran Limpopo y el Kgalagadi, ambos con más de 30 mil kilómetros cuadrados y que se forman por la fusión de varios parques en países diferentes (véase Parques nacionales de Sudáfrica).

## Botsuana
- Área de conservación Kavango-Zambeze
- Reserva natural de Mokolodi
- Reserva de caza de Khutse
- Reserva de caza del Kalahari Central
- Parque nacional de Chobe
- Parque nacional de Gemsbok (Parque transfronterizo de Kgalagadi)
- Parque nacional de Makgadikgadi Pans (salares de Makgadikgadi)
- Parque nacional de Moremi
- Parque nacional de Nxai Pan

## Mozambique
- Parque nacional de  Banhine

- Parque nacional de Bazaruto
- Parque nacional de Gorongosa
- Parque nacional de Limpopo (Parque transfronterizo del Gran Limpopo)
- Parque nacional de Quirimbas
- Parque nacional de Zinave

## Namibia
- Área de conservación Kavango-Zambeze
- Parque nacional del Cañón del río Fish (Parque transfronterizo de ǀAi-ǀAis/Richtersveld)
- Parque nacional Costa de los Esqueletos
- Parque nacional Etosha
- Parque nacional de Bwabwata
- Parque nacional de Dorob
- Parque nacional de Khaudom
- Parque nacional de Mamili
- Parque nacional de Mangetti
- Parque nacional de Mudumu
- Parque nacional de Namib-Naukluft
- Parque nacional de Sperrgebiet
- Parque nacional de Waterberg

## Sudáfrica
- Reserva de caza Madikwe
- Parque nacional Agulhas
- Parque nacional Golden Gate Highlands
- Parque nacional Kalahari Gemsbok (Parque transfronterizo de Kgalagadi)
- Parque nacional Kruger
- Parque nacional Montaña Zebra
- Parque nacional Montaña de la Mesa
- Parque nacional del Bontebok
- Parque nacional de Camdeboo
- Parque nacional de Kainji Gemsbok
- Parque nacional de Karoo
- Parque nacional del Lago Knysna
- Parque nacional de Marakele
- Parque nacional de Namaqua
- Parque nacional de Nwanedi
- Parque nacional de Pilanesberg
- Parque nacional de Richtersveld
- Parque nacional de Royal Natal
- Parque nacional de Tankwa Karoo
- Parque nacional de Tsitsikamma
- Parque nacional de Vaalbos
- Parque nacional de Vhembe-Dongola
- Parque nacional de West Coast
- Parque nacional de Wilderness
- Parque nacional de las Cataratas Augrabies
- Parque nacional de los Elefantes de Addo

## Zimbabue
- Parque nacional de Cecil Kop
- Parque nacional de Chimanimani
- Parque nacional de Chizarira
- Parque nacional de Hwange
- Parque nacional de Gonarezhou (Parque transfronterizo del Gran Limpopo)
- Parque nacional de Kazuma Pan
- Parque nacional de Mana Pools y áreas de safari de Sapi y de Chewore
- Parque nacional de Matobo
- Parque nacional de Matusadona
- Parque nacional de Matopos
- Parque nacional de Nyanga
- Parque nacional de Tshabalala
- Parque nacional de las Cataratas Victoria